# Ruta 203 (Costa Rica)
La Ruta 203, oficialmente Ruta Nacional Secundaria 203, es una ruta nacional de Costa Rica ubicada en la provincia de San José.

## Descripción
En la provincia de San José, la ruta atraviesa el cantón de Montes de Oca (los distritos de San Pedro, Sabanilla, San Rafael).